# Julbernardia letouzeyi
Julbernardia letouzeyi är en ärtväxtart som beskrevs av Villiers. Julbernardia letouzeyi ingår i släktet Julbernardia och familjen ärtväxter. Inga underarter finns listade i Catalogue of Life.